# Bueil-en-Touraine
Bueil-en-Touraine é uma comuna francesa na região administrativa do Centro, no departamento Indre-et-Loire. Estende-se por uma área de 17,95 km². Em 2010 a comuna tinha 326 habitantes (densidade: 18,2 hab./km²).